# Mongolia en los Juegos Olímpicos de Seúl 1988
Mongolia estuvo representada en los Juegos Olímpicos de Seúl 1988 por un total de 28 deportistas, 24 hombres y 4 mujeres, que compitieron en 5 deportes.
El portador de la bandera en la ceremonia de apertura fue el yudoca Badmaanyambuugiin Bat-Erdene.

## Medallistas
El equipo olímpico mongol obtuvo las siguientes medallas:
| Nombre         | Deporte | Competición |
| -------------- | ------- | ----------- |
| Oro            |         |             |
| —              |         |             |
| Plata          |         |             |
| —              |         |             |
| Bronce         |         |             |
| Nergüin Enjbat | Boxeo   | 60 kg M     |